# Pseudophorellia semilunata
Pseudophorellia semilunata är en tvåvingeart som beskrevs av Allen L.Norrbom 2006. Pseudophorellia semilunata ingår i släktet Pseudophorellia och familjen borrflugor.
Artens utbredningsområde är Panama. Inga underarter finns listade i Catalogue of Life.